# Hästskoräkor
Hästskoräkor (Triops) är ett släkte vattenlevande kräftdjur av ordningen sköldbladfotingar (Notostraca). Dessa har överlevt i stort sett oförändrade sedan trias för över 200 miljoner år sedan.
Ryggsidan täcks av en stor sköld med en tydlig köl längs mittlinjen. De har två tätt sittande fasettögon med ett tredje litet naupliusöga bakom. Bakkroppen liknar en svans och är försedd med två pisklika utskott. 
Hästskoräkor är mycket lika de närbesläktade Spetssköldbladfotingarna (Lepidurus) till utseendet, men dessa har en utskjutande platta mellan de bakre utskotten, vilken hästskoräkor saknar. Det finns c.a 6 olika arter av hästskoräkor, men endast en av arterna, Triops cancriformis, är funnen i Sverige. T. cancriformis är rödlistad och funnen på ett fåtal platser på Öland - år 2006 uppgick antalet fyndplatser till fyra. Ytterligare några lokaler har hittats sedan dess, uppskattningsvis omkring 10.[källa behövs]